# Anisodactylus kirbyi
Anisodactylus kirbyi es una especie de escarabajo de tierra del género Anisodactylus, categorizada en la tribu Harpalini, de la subfamilia Harpalinae.

## Distribución
Se distribuye por América del Norte: Estados Unidos y Canadá.

## Taxonomía
Fue descrita por Lindroth en 1953.
Tratamiento taxonómico
La especie aparece registrada y publicada en KIRBY's types of North American Carabidae (Coleoptera). -. The Proceedings of the Royal Entomological Society of London, Series B, Taxonomy, 22: 167-177. (London). (1953).